# ルイ・デュクリュエ
ルイ・ロベール・ポール・デュクリュエ（Louis Robert Paul Ducruet、1992年11月26日 - ）は、モナコ公室の成員。
モナコ公女ステファニーと最初の夫であるダニエル・デュクリュエの長男。妹にポリーヌ、異父妹にカミーユがいる。

## 人物
1992年11月26日、モナコのグレース公妃病院で誕生した。母を通じて前モナコ公レーニエ3世と公妃グレース・ケリーの孫であり、現モナコ公アルベール2世の甥にあたる。

## 家族
2019年7月26日、マリー・ホア・シュヴァリエ(Marie Hoa Chevallier)と民事婚を行い、翌7月27日にモナコ大聖堂で宗教婚を挙げた。モナコ大聖堂でのモナコ公室メンバーの挙式は、母方の祖父母レーニエ3世とグレース・ケリー(1956年)以来とされている。
2022年11月23日、妻マリーの妊娠が発表され、同年12月11日には第1子が女子であるとInstagramで発表された。夫妻の子どもは2023年に出産予定とされている。